# Муиссу, Жоэ Кристоф Кимович
Жоэ Кристоф Кимович (Крис) Муиссу (род. 22 августа 2006, Санкт-Петербург) — российский хоккеист, нападающий.

## Биография
Мать — русская медсестра, занималась лыжным спортом. Отец — из Конго, хирург, в молодости профессионально занимался волейболом. Отец хотел, чтобы Кристоф Миуссу стал футбольным вратарем, мать — чтобы занимался плаванием. В возрасте четырёх лет родители хотели отдать Миуссу в футбол, но по ошибке попали на хоккейную арену «Гладиатор». Занимался в школах «Питер» (2010—2013), «Хаски» (2013—2015), ГСДЮШОР-2 (2015—2017), СКА (2017—2018), «Гранд каньон» (2018—2019), Спартак (2019—2021) СКА (2021—2022), СКА «Серебряные львы» (2022—2023).
В июле 2023 года заключил пробный контракт с клубом КХЛ «Нефтехимик» Нижнекамск. Сезон 2023/24 провёл в фарм-клубе «Реактор» из МХЛ. Со следующего сезона начал играть за «Нефтехимик».